# Metalimnobia (Metalimnobia) tenua
Metalimnobia (Metalimnobia) tenua is een tweevleugelige uit de familie steltmuggen (Limoniidae). De soort komt voor in het Palearctisch gebied.